# Державний шолом Російської імперії

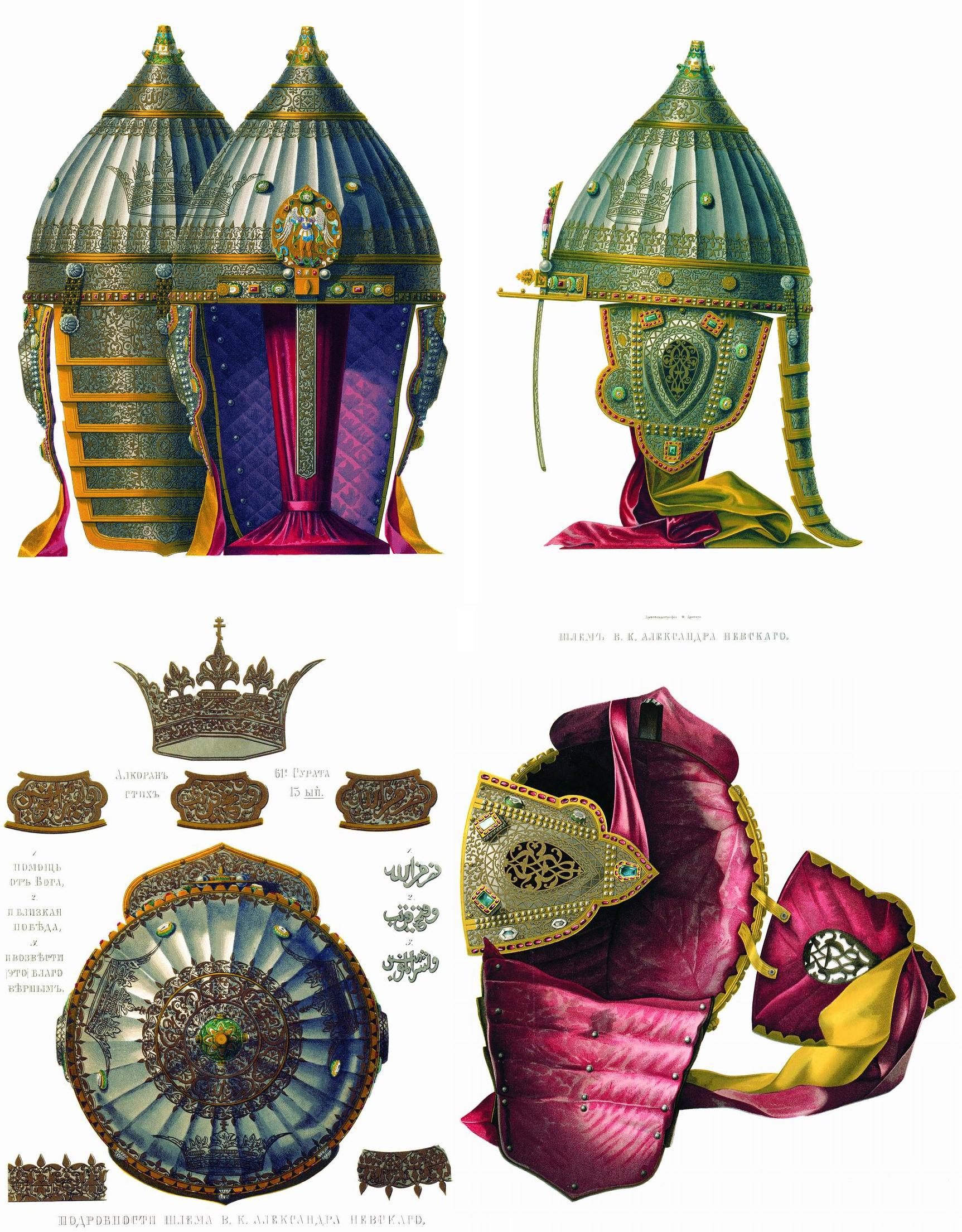
«Державний шолом» на малюнку Ф. Г. Солнцева, XIX століття.

Державний шолом Російської імперії, Шолом Олександра Невського — колишня державна регалія, що зберігаєтьсся нині у зібранні Збройової палати Московського кремля. За  московитською легендою XVIII ст., ця регалія належала ще Олександру Невському. Ця легенда була спростована,  оскільки шолом було виготовлено десь в 1600-і  в Османській імперії, але його продовжували так називати і використовували як геральдичний шолом Російської імперії. «Єрихонка» або «шапка єрихонська» — тип шоломів. Він сферичний, з козирком, навушниками, назатильником та рухомим наносником.

## Опис
Первісно заготівка-шолом був зроблений з високоякісного червленого булату в Османській імперії, скоріш за все в 1600-і. До того часу відноситься його основа — сам шолом та навушники з бармицею. З самого початку шолом був рясно прикрашений золотим різьбленням. Головним чином це рослинний орнамент. Вінець шолома має також оригінальні цитати з Корану («допомога від Бога», «близька перемога», «піднесення благовірним»). З трьох боків шолом має різьблені корони з хрестами. Судячи по цитатам з Корану та формі корон, шолом первісно був викуваний для якого-небудь азійського християнського володаря. Можливо — для одного з царів тогочасної Грузії. Бо сама назва «Єрихонський» пішло від «Юргенський», тобто Грузинський.
Саме як царська регалія шолом був перероблений в 1621 у Збройовій Палаті майстрами Н. Давидовим (це був «латных и самопальных справ мастер», старший майстер Збройової палати) та І. Марковим, потім ще раз в 1642 московітські майстри прикрасили його дорогоцінностями, золотим різьбленням та православними зображеннями і надписами. На передній частині стрілки наносника було зроблене фініфтяне зображення Архангела Михаїла.
Шолом входив до складу парадних обладунків «Великої казни» царя Михайла, після його смерті він був переданий до Збройової Палати.
Після переробки шолом важить 3,3 кг. Він зберігся до нашого часу майже повністю, втрачене лише булатне гостре навершя, що первісно увінчувалось маленьким флажком. Згідно з описом 1642, це навершя — «перо» вже було зняте з шолому. Воно мало 24 дрібних камінці.
По опису 1687 р. значиться:
|  | «Шапка Ерихонская краснаго железа Микитина дела Давыдова; венец и наверху венца другой венец и подвершье, и полка, и затылок наведены золотом, травы, да посреди шапки короны наведены золотом же, да в полке и в венце шесть гвоздиков репчатых серебрены золочены, да семь гвоздиков серебреных же горощетых золочены; затылок прикреплен на трех цепочках серебреных золоченых, в них шесть гвоздей серебреных золоченых, да в ушах и в затылке двенадцать гвоздиков горощетых; у шапки исподней венец золот, в нем по сказке и по щету золотаго дела мастера Ивана Маркова, сорок три яхонта червчатых да восемьдесят два алмазца в золотых гнездех с финифты, одна искорка выпала и лежит с носом в бумашке; да в шапке и в полке в золотых гнездех с финифты два яхонта червчатых да десять алмазов; подвершье золотое с финифты розными, в нем, в золотых же гнездах с финифты, четыре алмаза; уши прорезные наведены золотом, опушка золотая, в опушке шестьдесят один яхонт червчат, да на наушке жемчюгу семьдесят четыре зерна бурмицких да четыре алмаза в золотых гнездех, да три запоны с финифты, в них три изумруда больших, около их по двенадцати искорок яхонтовых червчатых; в другом ухе, в опушке, в золотых гнездех пятьдесят семь яхонтов червчатых, да на наушке жемчюгу семьдесят шесть зерен бурмицких, четыре алмаза в золотых гнездех, три запоны, в них по изумруду большому, около одной запоны десять искор яхонтовых червчатых; у нижней запоны в двух концах по изумруду; нос с лица наведен золотом травы, испод золочен гладью, наверху накладная золотая, а на ней ангел хранитель чеканной с финифты; вверху над ангелом алмаз в золотом гнезде с финифты; по сторонам в золотых же гнездех вверху два яхонта червчатых да в исподи два изумруда; на носу в подножии у ангела с сторон закреплены два зерна бурмицкие большие, промеж ними в гнездех золотых два яхонта червчатых, промеж яхонтов алмаз граненой; двои лопасти: одне червчатые, другие желтые атласные.А по нынешней переписи рч'є года (1687) и по осмотру, та шапка против прежних переписных книг сошлась, в ней тулья отлас желтой, стеган на бумаге. Цена той шапке тысеча сто семьдесят пять рублев, а в прежней описной книге написана шестая» |

Шолом прикрашений 116 діамантами, 10 смарагдами, 225 турмалінами та 164 перлинами.

## Шолом у геральдиці
За пізнішою легендою XVIII ст., ця регалія належала ще Святому князю Олександру Невському. І хоча потім ця легенда була спростована, шолом продовжували так називати і використовували як геральдичний шолом Російської імперії. Відповідно у Великому державному гербі Російської імперії (1882) шолом відповідно увінчував Малий герб — щит із двоголовим орлом Росії.